# 1877

## أحداث
- تأسيس مدينة سيرتاوزينيو وتقع حاليا في البرازيل.
- تأسيس مدينة موجي غواكو وتقع حاليا في البرازيل.
- تأسيس مدينة سانتا كروز دو سول وتقع حاليا في البرازيل.
- تأسيس مدينة بالميرستون نورث وتقع حاليا في نيوزيلندا.
- 4 مارس: تأسيس مدينة بيلين دي اسكوبار وتقع حاليا في الأرجنتين.
- 28 يوليو: تأسيس مدينة ساو كايتانو دو سول وتقع حاليا في البرازيل.
- حصار بلفن في الفترة ما بين 20 يوليو و10 ديسمبر.
- نهاية حرب سيوكس العظمى العام 1876 في 1877 والتي بدأت في 1876.
- بداية حرب الاستقلال الرومانية في 24 أبريل 1877 والتي انتهت في 3 مارس 1878.
- 12 أغسطس - اكتشف عالم الفلك الأمريكي أساف هول قمري المريخ فوبوس وديموس.
- تأسيس قضاء المجر الكبير في محافظة ميسان (العراق).

## مواليد
- 15 يناير - عبد العزيز آل سعود ملك المملكة العربية السعودية
- 2 يوليو – هيرمان هيس، أديب سويسري، حائز على جائزة نوبل للأدب.
- 3 سبتمبر - ميخائيل زالسكي، إحاثي روسي.
- 9 سبتمبر - أحمد الهيبة، فقيه ومجاهد مغربي.
- آرثر جريسوولد كرين
- آرثر ماستيك هايد
- آغا خان الثالث
- أحمد محرم
- أدولف ميشندورفر
- إميل أبدرهالدن
- إيزابيل إيبرهارت
- الشارف الغرياني
- تشارلز رندل مابي
- تشارلس غلوفر باركلا
- جاويدان هانم
- جون مفي
- خوان غامبر
- رشيد طليع
- عطا الأيوبي
- علي الدقر
- فرانسيس أستون
- فردريك سودي
- فلهيلم فريك
- كلايد رورك هوي
- محمد إقبال
- هاينريش فيلاند
- هرمان هيسه
- هيلمار شاخت
- ويلهلم فيلشنر
- أحمد سكيرج، فقيه ومتصوف وشاعر مغربي.
- مصطفى آغا، أديب وشاعر تونسي.
- إلياس أنطون إلياس
- كاريل أبسولون، عالم تشيكي.

## وفيات
- ألكسندر كارل هاينريش براون
- أوربان لوفيريي
- بريغام يونغ
- تشارلز كلارك
- سائيغو تاكاموري
- فرانسيسكو لامير إ بيرينغير
- كورنليوس فاندربلت
- كيدو تاكايوشي
- وليم فوكس تالبوت